# Transformação de Galileu
Em física, uma transformação de Galileu é usada para transformações entre as coordenadas de dois quadros de referência que diferem apenas por um movimento relativo constante dentro das construções da física newtoniana. Este é o ponto de vista da transformação passiva. As equações abaixo, embora aparentemente óbvias, são insustentáveis quando se consideram velocidades que se aproximam da velocidade da luz. Na relatividade especial as transformações de Galileu são substituídas por transformações de Lorentz.
Galileu formulou estes conceitos em sua descrição do movimento uniforme. O tema foi motivado pela descrição de Galileu do movimento de uma bola rolando por uma rampa, pela qual ele mediu o valor numérico para a aceleração da gravidade perto da superfície da Terra.

## Translação

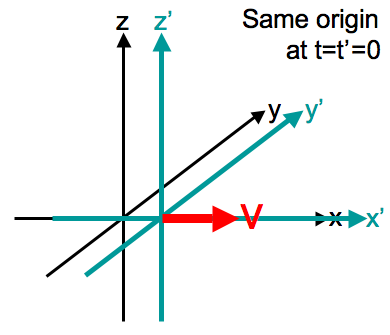
A configuração padrão de coordenadas do sistemas de transformações de Galileu.

Embora as transformações sejam nomeadas em homenagem a Galileu, é o conceito de tempo e espaço absolutos como concebido por Isaac Newton que fornece seu domínio de definição. Em essência, as transformações de Galileu incorporam a noção intuitiva de adição e subtração de velocidades como vetores.
Esta suposição é abandonada nas transformações de Lorentz. Estas transformações relativistas são aplicáveis a todas as velocidades, enquanto que a transformação de Galileu pode ser considerada como uma aproximação de baixa velocidade para a transformação de Lorentz.
A notação abaixo descreve a relação sob a transformação de Galileu entre as coordenadas (x,y,z,t) e (x′,y′,z′,t′) de um único evento arbitrário, tal como medido em dois sistemas de coordenadas S e S′, em movimento relativo uniforme (velocidade v) com direções x e x’ comuns e com as suas origens espaciais coincidindo no tempo t = t′ = 0:
{\displaystyle x'=x-vt\,}
{\displaystyle y'=y\,}
{\displaystyle z'=z\,}
Relativo ao tempo, tem-se:
{\displaystyle t'=t\,}
Note-se que a última equação expressa a assunção de um tempo universal independente do movimento relativo de diferentes observadores.
Na linguagem da álgebra linear, esta transformação é considerada um mapeamento de cisalhamento, e é descrita com uma matriz atuando em um vetor. Com o movimento paralelo ao eixo x, a transformação atua apenas em dois componentes:
{\displaystyle (x',t')=(x,t){\begin{pmatrix}1&0\\-v&1\end{pmatrix}}.}
Apesar de as representações matriciais não serem estritamente necessárias para a transformação de Galileu, elas fornecem os meios para a comparação direta com os métodos de transformação da relatividade especial.

## Transformações de Galileu

Diagrama 1. Visto do espaço-tempo ao longo da linha do mundo de um observador acelerado.
Direção vertical indica o tempo. Horizontal indica a distância, a linha tracejada representando a trajetória do espaço-tempo do observador. A metade inferior do diagrama mostra os eventos no passado. A metade superior mostra os eventos futuros. Os pequenos pontos são eventos arbitrários no espaço-tempo.
O declive da linha do mundo (desvio a ser vertical) dá a velocidade em relação ao observador. Nota-se como o ponto de vista de tesouras do espaço-tempo, quando o observador se acelera.

As simetrias de Galileu podem ser escritas de forma única como a composição de uma rotação, uma translação e um movimento uniforme do espaço-tempo. Seja x um ponto no espaço tridimensional, e t um ponto no tempo unidimensional. Um ponto geral no espaço-tempo é dado por um par ordenado (x,t). Um movimento uniforme, com velocidade v, é dado por {\displaystyle (\mathbf {x} ,t)\mapsto (\mathbf {x} +t\mathbf {v} ,t)}, onde v esta em R3. Uma translação é dada por {\displaystyle (\mathbf {x} ,t)\mapsto (\mathbf {x} +\mathbf {a} ,t+b)}, onde a está em R3 e b em R. Uma rotação é determinada por {\displaystyle (\mathbf {x} ,t)\mapsto (G\mathbf {x} ,t)}, onde G : R3 → R3 é uma transformação ortogonal. Como um grupo de Lie, as transformações de Galileu tem 10 dimensões.

## A álgebra de Lie do grupo Galileu
Aqui, vamos apenas olhar para a álgebra de Lie do grupo de Galileu. É fácil estender os resultados para o grupo de Lie. A álgebra de Lie de L é gerada por H, Pi, Ci e Lij (tensor antissimétrico) sujeitos a comutadores, onde
{\displaystyle [H,P_{i}]=0\,\!}
{\displaystyle [P_{i},P_{j}]=0\,\!}
{\displaystyle [L_{ij},H]=0\,\!}
{\displaystyle [C_{i},C_{j}]=0\,\!}
{\displaystyle [L_{ij},L_{kl}]=i[\delta _{ik}L_{jl}-\delta _{il}L_{jk}-\delta _{jk}L_{il}+\delta _{jl}L_{ik}]\,\!}
{\displaystyle [L_{ij},P_{k}]=i[\delta _{ik}P_{j}-\delta _{jk}P_{i}]\,\!}
{\displaystyle [L_{ij},C_{k}]=i[\delta _{ik}C_{j}-\delta _{jk}C_{i}]\,\!}
{\displaystyle [C_{i},H]=iP_{i}\,\!}
{\displaystyle [C_{i},P_{j}]=0\,\!.}

### Extensão central
H é gerador de translações de tempo (hamiltoniana), Pi é gerador de translações (operador de impulso), Ci é gerador de impulsos Galileu e Lij representa um gerador de rotações (operador de momento angular).
Pode-se dar-lhe uma extensão central na álgebra de Lie gerado por H′, P′i, C′i, L′ij (tensor antissimétrico), M tal que M comuta com tudo (ou seja, fica no centro, por isso é chamado de uma extensão central) e
{\displaystyle [H',P'_{i}]=0\,\!}
{\displaystyle [P'_{i},P'_{j}]=0\,\!}
{\displaystyle [L'_{ij},H']=0\,\!}
{\displaystyle [C'_{i},C'_{j}]=0\,\!}
{\displaystyle [L'_{ij},L'_{kl}]=i[\delta _{ik}L'_{jl}-\delta _{il}L'_{jk}-\delta _{jk}L'_{il}+\delta _{jl}L'_{ik}]\,\!}
{\displaystyle [L'_{ij},P'_{k}]=i[\delta _{ik}P'_{j}-\delta _{jk}P'_{i}]\,\!}
{\displaystyle [L'_{ij},C'_{k}]=i[\delta _{ik}C'_{j}-\delta _{jk}C'_{i}]\,\!}
{\displaystyle [C'_{i},H']=iP'_{i}\,\!}
{\displaystyle [C'_{i},P'_{j}]=iM\delta _{ij}\,\!}